# Roman Amoyan
Roman Amoyan –en armenio, Ռոման Ամոյան– (Ereván, 3 de noviembre de 1983) es un deportista armenio que compite en lucha grecorromana.
Participó en los Juegos Olímpicos de Pekín 2008, obteniendo una medalla de bronce en la categoría de 55 kg. Ha ganado tres medallas en el Campeonato Mundial de Lucha entre los años 2009 y 2013, y seis medallas en el Campeonato Europeo de Lucha entre los años 2003 y 2016.

## Palmarés internacional
| Juegos Olímpicos   | Juegos Olímpicos               | Juegos Olímpicos  | Juegos Olímpicos |
| Año                | Lugar                          | Medalla           | Categoría        |
| ------------------ | ------------------------------ | ----------------- | ---------------- |
| 2008               | Pekín (China)                  | Medalla de bronce | 55 kg            |
| Campeonato Mundial |                                |                   |                  |
| Año                | Lugar                          | Medalla           | Categoría        |
| 2009               | Herning (Dinamarca)            | Medalla de plata  | 55 kg            |
| 2010               | Moscú (Rusia)                  | Medalla de bronce | 55 kg            |
| 2013               | Budapest (Hungría)             | Medalla de bronce | 55 kg            |
| Campeonato Europeo |                                |                   |                  |
| Año                | Lugar                          | Medalla           | Categoría        |
| 2003               | Belgrado (Serbia y Montenegro) | Medalla de plata  | 55 kg            |
| 2005               | Varna (Bulgaria)               | Medalla de plata  | 55 kg            |
| 2006               | Moscú (Rusia)                  | Medalla de oro    | 55 kg            |
| 2008               | Tampere (Finlandia)            | Medalla de plata  | 55 kg            |
| 2011               | Dortmund (Alemania)            | Medalla de oro    | 55 kg            |
| 2016               | Riga (Letonia)                 | Medalla de plata  | 59 kg            |